# 斯特拉日察
斯特拉日察是保加利亞的城鎮，位於該國東北部，距離首府大特爾諾沃40公里，由大特爾諾沃州負責管轄，面積50.07平方公里，海拔高度90米，2010年人口5,446，居民主要信奉東正教。

## 外部連結
- Strazhitsa municipality website （保加利亚文）

43°14′N 25°58′E / 43.233°N 25.967°E